# Archibald Campbell (Politiker, 1779)
Archibald Campbell (* 1779 in Glen Lyon, Schottland; † 14. Juli 1856 in Albany, New York) war ein US-amerikanischer Politiker.

## Werdegang
Archibald Campbell wurde während der Regierungszeit von König Georg III. in Schottland geboren. Über seine Jugendjahre ist nichts bekannt. 1798 wanderte er in die Vereinigten Staaten ein und ließ sich in Albany (New York) nieder. In der Folgezeit war er für die Druckerei Barber & Southwick tätig. 1805 stellte ihn der Secretary of Sate Thomas Tillotson als Clerk ein. Der Secretary of State Elisha Jenkins ernannte ihn dann 1812 zum stellvertretenden Secretary of State – ein Posten, den er bis 1849 bekleidete. Seine Amtszeit war vom Britisch-Amerikanischen Krieg, der Wirtschaftskrise von 1837 und dem Mexikanisch-Amerikanischen Krieg überschattet. Ferner fungierte er nach dem Rücktritt von John Canfield Spencer, der zum Kriegsminister ernannt wurde, ab Oktober 1841 für die verbleibende restliche Amtszeit von Spencer als Secretary of State. Danach diente er wieder als stellvertretender Secretary of State unter Samuel Young, der im Februar 1842 zum neuen Secretary of State von New York gewählt wurde. Campbell wurde 1852 erneut zum stellvertretenden Secretary of State ernannt, aber aufgrund seines schlechten Gesundheitszustandes trat er 1853 von diesem Posten zurück. Er diente unter insgesamt 13 verschiedenen Secretaries of State von der Demokratisch-Republikanischen Partei, der Föderalistischen Partei, der Demokratischen Partei und der Whig Party.